# فيرا دي مونكايو
بلدية فيرا دي مونكايو (بالإسبانية: Vera de Moncayo) هي بلدية تقع في مقاطعة سرقسطة التابعة لمنطقة أراغون شمال شرق إسبانيا.

## الديموغرافيا
بلغ عدد سكان بلدية فيرا دي مونكايو 405 نسمة عام 2011 (وفقاً للمعهد الوطني الإسباني للإحصاء).
| 483 | 480 | 462 | 438 | 441 | 425 | 405 |